# WIEN BASEBALL CLUB
WIEN BASEBALL CLUB（ウィーンベースボールクラブ）は、神奈川県鎌倉市に本拠地を置き、日本野球連盟に所属する社会人野球のクラブチーム。
東京都に本拠地を置くWIEN'Zは、このチームから分かれて設立された。

## 概要
1977年、フリージャーナリストの軍司貞則とYKKオーストリア社長（当時）の東山敏がウィーンのドナウ川河畔で意気投合し、現地で野球チームを結成したのがチームの発端。
1980年に両名は日本に帰国し、神奈川県鎌倉市に本拠地を置き、『WIEN BASEBALL CLUB』を立ち上げた。当初は日本野球連盟に加盟していなかったが、1987年に同連盟に加盟した。
1989年、全日本クラブ野球選手権大会に初出場（ベスト4）。
1993年の冬、創設者の1人である軍司が退団し、東京都に本拠地とするクラブチームのWIEN'94を設立した。これにより、東山が球団代表に就任した。
1995年、全日本クラブ野球選手権大会で準優勝となる。

## 設立・沿革
- 1977年 - オーストリア・ウィーンにてチーム発足。
- 1980年 - 日本において『WIEN BASEBALL CLUB』として再結成。
- 1987年 - 日本野球連盟に加盟
- 1989年 - 全日本クラブ野球選手権大会に初出場（ベスト4）
- 1995年 - 全日本クラブ野球選手権大会で準優勝

## 主要大会の出場歴・最高成績
- 全日本クラブ野球選手権大会 - 出場5回、準優勝1回（1995年）

## 主な出身プロ野球選手
- 今関勝（投手） - NTT東京を経て、1992年ドラフト3位で日本ハムファイターズから指名
- 丹波幹雄（投手） - 1998年ドラフト8位でヤクルトスワローズから指名

## 元プロ野球選手の競技者登録
- 辻恭彦（元：阪神タイガース、横浜大洋ホエールズ） - コーチ→退団

## その他の主な在籍選手
- 志村亮（投手） - 大学時代、複数球団からドラフト1位指名が目されるもプロ入り拒否を宣言し、「幻のドラフト1位」と呼ばれた選手。WIEN'94の創部時に移籍。
- 片山智彦（投手） - NHKのアナウンサーを務めながらプレーした。
- 佐野川リョウ（投手） - 高校・大学生時代に在籍。フルタイムナックルボーラーとして海外リーグを渡り歩いたのち、現在はオリックス・バファローズデータ分析担当。